# Orhan Cebe
Orhan Cebe est un ancien arbitre turc de football des années 1970.

## Carrière
Il a officié dans des compétitions majeures : 
- Coupe de Turquie de football 1973-1974 (finale retour)
- Coupe de Turquie 1974-1975 (finale aller)
- Coupe de Turquie 1975-1976 (finale retour)
- Coupe des Balkans des nations 1976 (finale aller)
- Coupe du monde de football des moins de 20 ans 1977 (1 match)